# Autobus (obraz)
Autobus – obraz autorstwa Bronisława Linkego ukazujący w sposób metaforyczny polskie społeczeństwo okresu „małej stabilizacji” (po 1956 r., początek rządów Władysława Gomułki).

## Opis
Praca przedstawia miejski autobus (będący symbolem państwa), którym podróżują ludzie mający zamknięte oczy. Jedynym pasażerem, spoglądającym zza szyby pojazdu, jest dziecko siedzące na kolanach matki. Ta dziewczynka jest symbolem nadziei na lepsze życie w przyszłości.
Obraz inspirował takich twórców jak Włodzimierz Pawlak, Szymon Urbański czy Jacek Kaczmarski.